# Мячково (Раменский район)
Мя́чково — 1) историческая местность в Московской области, при впадении реки Пахры в Москву-реку; 2) старинное село, 3 тысячи жителей (на конец XIX века).

## Исторический очерк
Ещё при Иване III здесь обжигалась известь для Москвы. В окрестностях Мячково по берегам Москвы-реки много каменоломен; добываемый здесь плотный известняк (мячковский мрамор) принадлежит к каменноугольной системе и содержит в себе остатки характеризующих её раковин, кораллов и морских лилий (энкринитов). Он использовался при строительстве белокаменной Москвы (в том числе и для постройки старейшего сохранившегося до наших дней храма Кремля — Успенского собора архитектора Аристотеля Фиораванти), в декоративном оформлении старинных усадеб; из него выстроены храмы во многих окрестных сёлах (Остров, Беседы, Зелёная Слобода, Марково, Софьино, Иерусалимская церковь в городе Бронницы).

## Современность
Ресурсы известняка далеко не исчерпаны: по оценкам геологов, запасы известняка только у с. Мячково и дер. Титово составляют не менее 12 млн кубометров. Здесь расположены село Верхнее Мячково и деревня Нижнее Мячково. Находятся они на разных берегах реки Москва неподалёку друг от друга. Здесь также расположены аэродром Мячково и гоночная трасса на его базе.

## Достопримечательности
В Верхнем Мячково находится Церковь Рождества Пресвятой Богородицы, сооружённая в духе московского зодчества конца XVII века, которая в годы советской власти не закрывалась. Трапезная с Никольским и Ильинским приделами и шатровая колокольня построены вновь в 1840—1847 годах.